# Hackxwhore
Hackxwhore (Eigenschreibweise HackxWhore) ist eine australische Grindcore- und Death-Metal-Band aus Ballarat, die 2006 gegründet wurde. 2013 löste sie sich auf, fand jedoch bereits kurz darauf wieder zusammen.

## Geschichte
Die Band wurde im Jahr 2006 gegründet. Nachdem 2012 das Debütalbum Keepin’ It Stiff in Eigenveröffentlichung erschienen war, kam es Anfang 2013 aufgrund des Ausstiegs des Sängers Adam Gillett zur Auflösung der Gruppe. Jedoch wurde sie kurz darauf noch im selben Jahr wiederbelebt. Mittlerweile hatten auch der Schlagzeuger Luke Marchant und der Bassist und Sänger Joe Eastcott die Besetzung verlassen, sodass sie nur noch aus dem Gitarristen Kris „Cunt“ Marchant und dem Sänger Zak Carey-Schofield aka Zak Kunt bestand. 2013 wurde das Album über Torn Flesh Records wiederveröffentlicht.

## Stil
Laut Brian Giffin in seiner Encyclopedia of Australian Heavy Metal spielt die Band Grindcore, wobei die Texte humorig gemeint, jedoch eher geschmacklos seien. metalcorefanzine.com fiel in der Rezension zu Keepin' It Stiff vor allem der Gesang auf, der aus Screams und Growls bestehe, wobei es so klinge, als würde der Sänger mit der Hand den Mikrofonkopf umschließen, um den Effekt zu erhöhen. Das Album wurde dem Death Metal zugeordnet, wobei die Spielweise aggressiv und mitreißend sei. In den Songs gebe es schnelle Passagen und einprägsame Riffs.

## Diskografie
- 2011: Conjunctivina (EP, Eigenveröffentlichung)
- 2012: Keepin’ It Stiff (Album, Eigenveröffentlichung)